# 宋句踐
宋句踐，戰國時人，生卒年不詳，是一位遊說之士。名字中的「宋」可能代表其姓氏或宋國人的身分，「句踐」則為名，是東周時常見人名。宋句踐可能是孟子弟子之一。

## 生平
《孟子》記載，孟子曾教導宋句踐在遊說時保持自得無欲的方法，就是尊敬並樂於道義。所以古時候的人顯達時兼善天下，困頓時則獨善其身。